# Ury
Pour les articles homonymes, voir URY.
Ury est une commune française située dans le département de Seine-et-Marne, en région Île-de-France.
En 2022, elle compte 883 habitants.

## Géographie

### Localisation

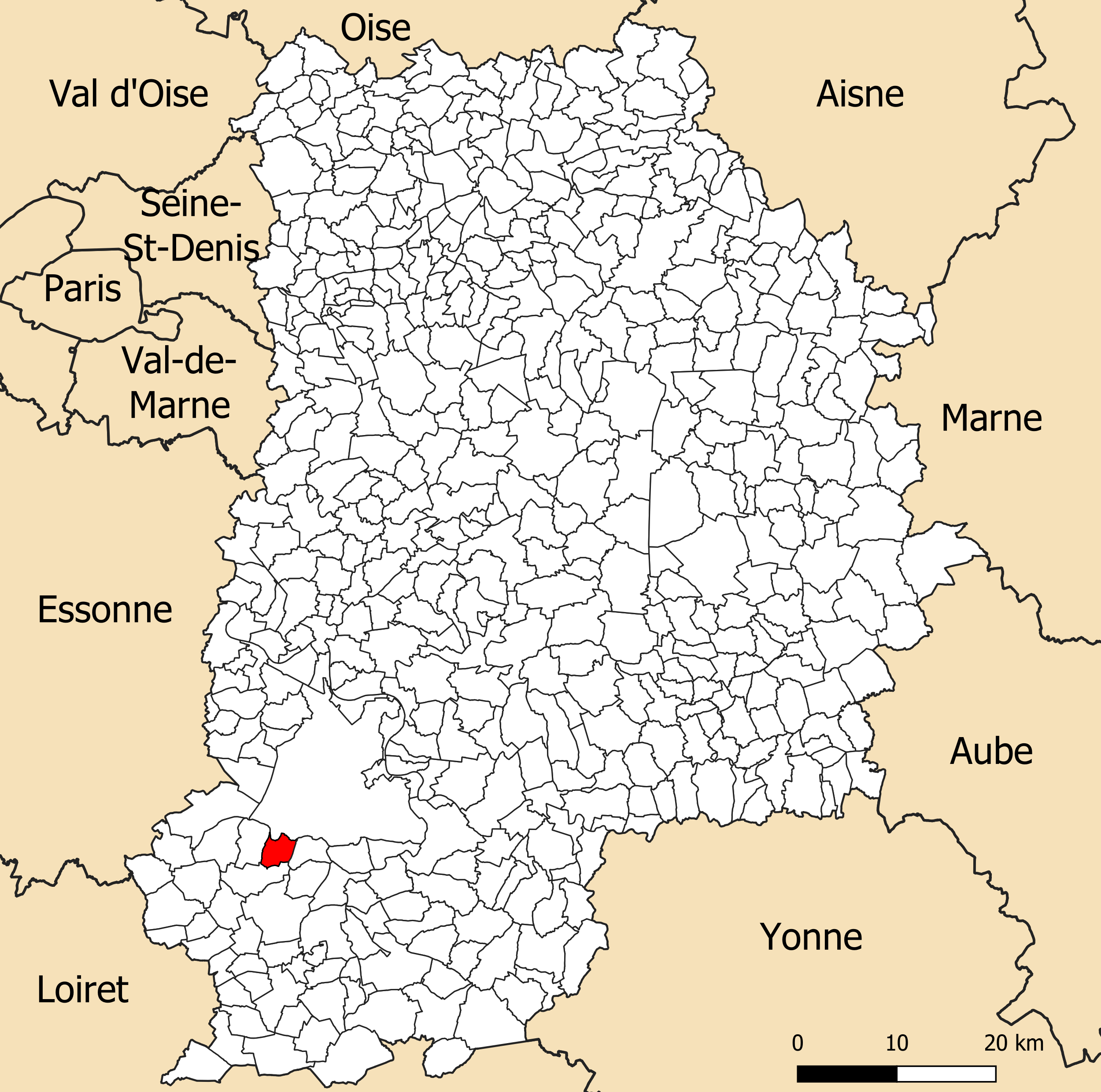
Localisation de la commune dans le département de Seine-et-Marne.

La commune d'Ury se trouve dans le département de Seine-et-Marne, en région Île-de-France. Elle fait partie des 69 communes  du Parc naturel régional du Gâtinais français (dont 33 en Seine-et-Marne).
Elle se situe à 25,13 km par la route de Melun, préfecture du département et à 10,23 km de Fontainebleau, sous-préfecture. La commune fait en outre partie du bassin de vie de La Chapelle-la-Reine.

### Communes limitrophes

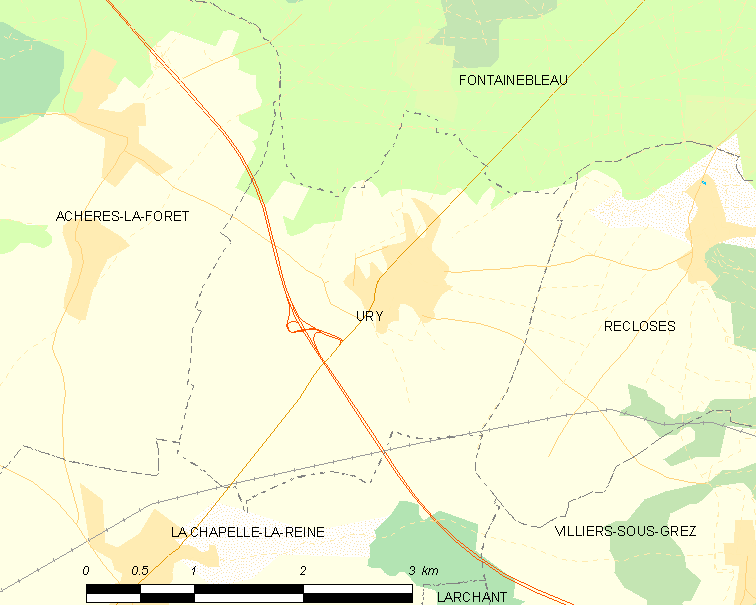
Carte des communes limitrophes d'Ury.

Les communes les plus proches sont : 
Recloses (2,9 km), Achères-la-Forêt (2,9 km), La Chapelle-la-Reine (3,6 km), Villiers-sous-Grez (4,2 km), Le Vaudoué (6,4 km), Larchant (6,5 km), Grez-sur-Loing (7,0 km), Noisy-sur-École (7,6 km).
|                  | La Forêt domaniale de Fontainebleau |          |
| Achères-la-Forêt | Ury                                 | Recloses |
|                  | La Chapelle-la-Reine                |          |

### Géologie et relief
Le territoire de la commune se situe dans le sud du Bassin parisien, plus précisément au nord de la région naturelle du Gâtinais, en bordure sud de la forêt de Fontainebleau.
L'altitude, environ 120 m, est celle du plateau sur lequel se trouve La Chapelle-la-Reine mais aussi de la partie de la forêt de Fontainebleau proche. Comme dans les communes voisines de la forêt, Recloses et Achères-la-Forêt, les sables se sont transformés en plaques de grès que l'on appelle les platières. Lorsque celles-ci sont creuses, elles peuvent se remplir d'eau, on les appelle alors des canches.
Géologiquement intégré au bassin parisien, qui est une région géologique sédimentaire, l'ensemble des terrains affleurants de la commune sont issus de l'ère géologique Cénozoïque (des périodes géologiques s'étageant du Paléogène au Quaternaire),.

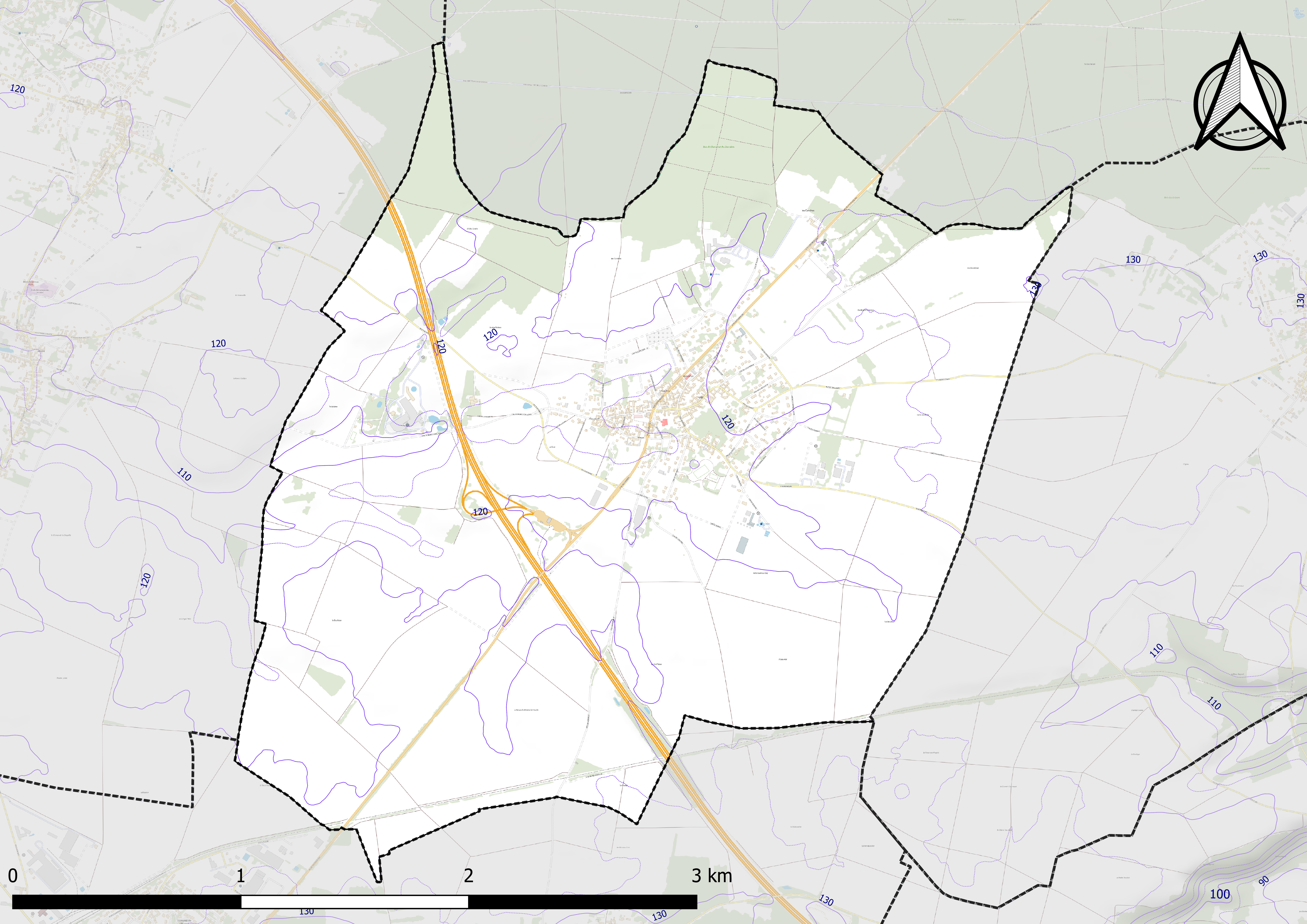
Carte du relief d'Ury.
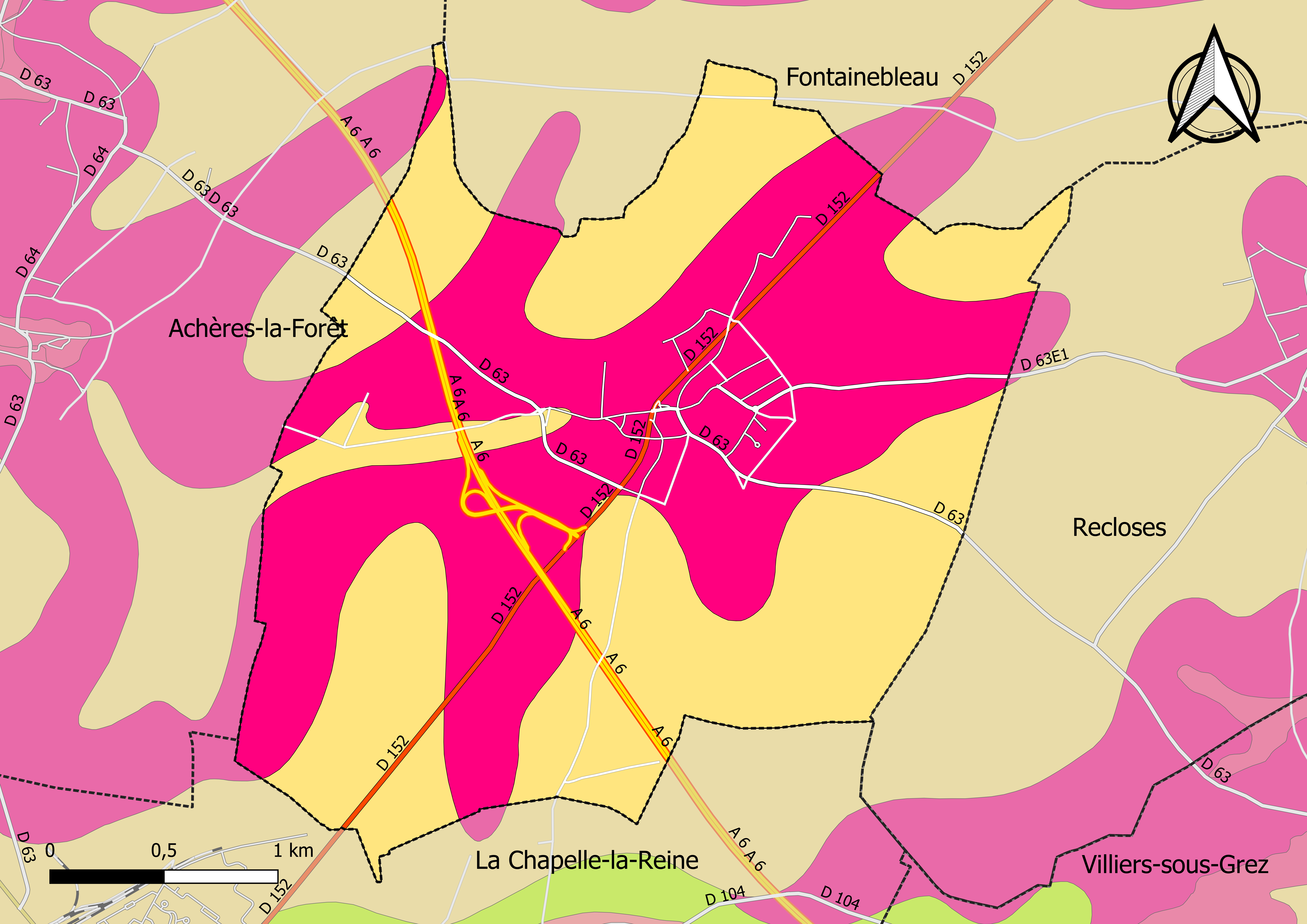
Carte géologique vectorisée et harmonisée d'Ury.

|  | LP : | Limon des plateaux de composition argilo-marneuse. |

|  | g1CE : | Calcaire d'Étampes, meulières, marnes, calcaires du Gâtinais. |

### Hydrographie
La commune n’est traversée par aucun cours d'eau.

### Climat
Pour des articles plus généraux, voir Climat de l'Île-de-France et Climat de Seine-et-Marne.
En 2010, le climat de la commune est de type climat océanique dégradé des plaines du Centre et du Nord, selon une étude du CNRS s'appuyant sur une série de données couvrant la période 1971-2000. En 2020, Météo-France publie une typologie des climats de la France métropolitaine dans laquelle la commune est exposée à un climat océanique altéré et est dans la région climatique Sud-ouest du bassin Parisien, caractérisée par une faible pluviométrie, notamment au printemps (120 à 150 mm) et un hiver froid (3,5 °C).
Pour la période 1971-2000, la température annuelle moyenne est de 10,7 °C, avec une amplitude thermique annuelle de 15,4 °C. Le cumul annuel moyen de précipitations est de 673 mm, avec 11,2 jours de précipitations en janvier et 7,7 jours en juillet. Pour la période 1991-2020, la température moyenne annuelle observée sur la station météorologique la plus proche, située sur la commune de Fontainebleau à 10 km à vol d'oiseau, est de 11,1 °C et le cumul annuel moyen de précipitations est de 740,1 mm,. Pour l'avenir, les paramètres climatiques de la commune estimés pour 2050 selon différents scénarios d'émission de gaz à effet de serre sont consultables sur un site dédié publié par Météo-France en novembre 2022.

### Milieux naturels et biodiversité

#### Espaces protégés
La protection réglementaire est le mode d’intervention le plus fort pour préserver des espaces naturels remarquables et leur biodiversité associée,.
Dans ce cadre, la commune fait partie d'un espace protégé, le Parc naturel régional du Gâtinais français, créé en 1999 et d'une superficie de 75 567 ha. D’une grande richesse en termes d’habitats naturels, de flore et de faune, il est un maillon essentiel de l’Arc sud-francilien des continuités écologiques (notamment pour les espaces naturels ouverts et la circulation de la grande faune),.
Deux autres espaces protégés sont présents dans la commune : 
- la zone centrale de la réserve de biosphère « Fontainebleau et Gâtinais », créée en 1998 et d'une superficie totale de 150 544 ha (46 056 ha pour la zone centrale). Cette réserve de biosphère, d'une grande biodiversité, comprend trois grands ensembles : une grande moitié ouest à dominante agricole, l’emblématique forêt de Fontainebleau au centre, et le Val de Seine à l’est. La structure de coordination est l'Association de la Réserve de biosphère de Fontainebleau et du Gâtinais, qui comprend un conseil scientifique et un Conseil Éducation, unique parmi les Réserves de biosphère françaises[19],[20] ;
- la zone de transition de la réserve de biosphère « Fontainebleau et Gâtinais », créée en 1998 et d'une superficie totale de 150 544 ha (95 595 ha pour la zone de transition). Cette réserve de biosphère, d'une grande biodiversité, comprend trois grands ensembles : une grande moitié ouest à dominante agricole, l’emblématique forêt de Fontainebleau au centre, et le Val de Seine à l’est. La structure de coordination est l'Association de la Réserve de biosphère de Fontainebleau et du Gâtinais, qui comprend un conseil scientifique et un Conseil Éducation, unique parmi les Réserves de biosphère françaises[19],[21].

#### Réseau Natura 2000

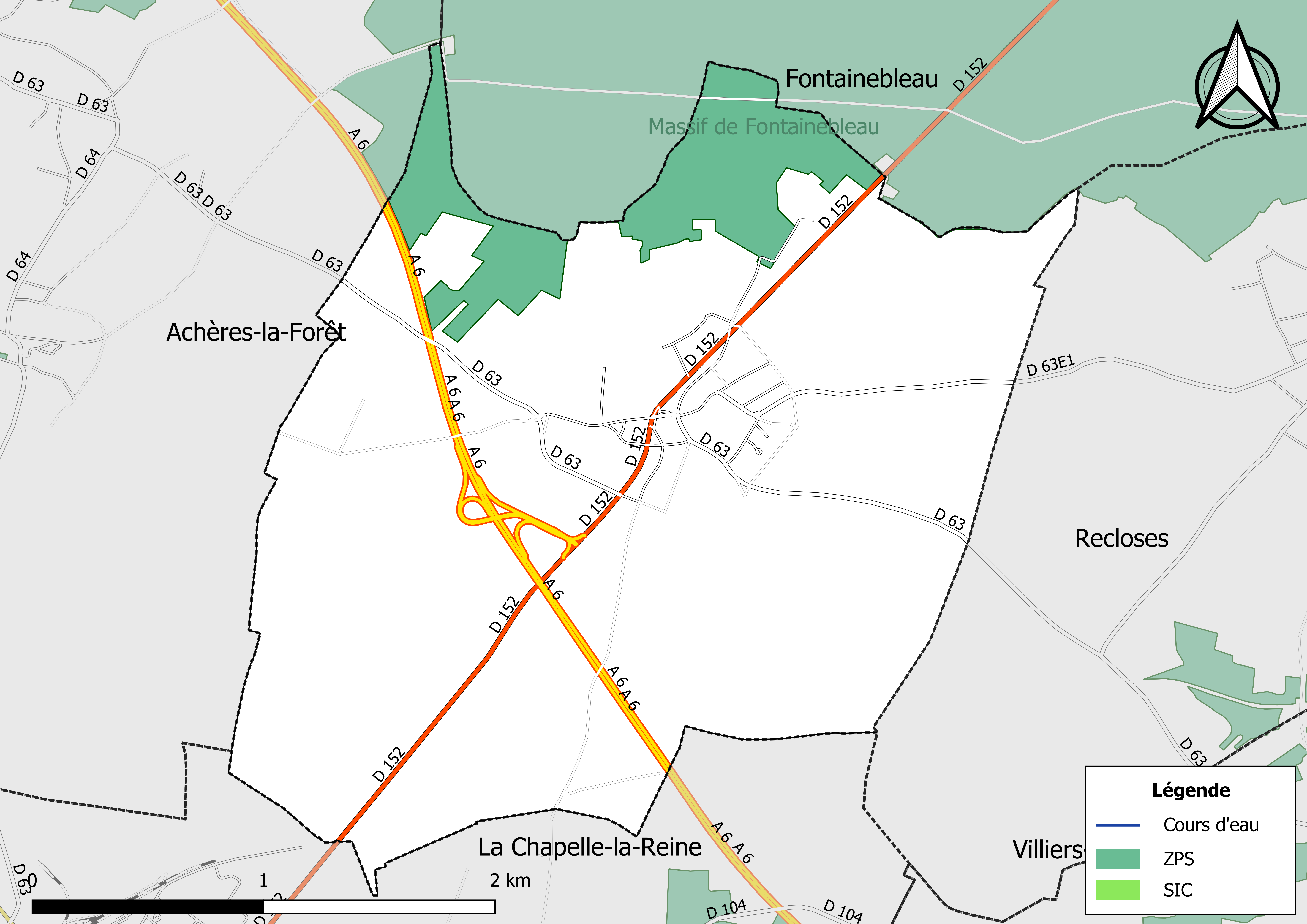
Sites Natura 2000 sur le territoire communal.

Le réseau Natura 2000 est un réseau écologique européen de sites naturels d’intérêt écologique élaboré à partir des Directives « Habitats » et « Oiseaux ». Ce réseau est constitué de Zones spéciales de conservation (ZSC) et de Zones de protection spéciale (ZPS). Dans les zones de ce réseau, les États Membres s'engagent à maintenir dans un état de conservation favorable les types d'habitats et d'espèces concernés, par le biais de mesures réglementaires, administratives ou contractuelles.
Un site Natura 2000 a été défini sur la commune, tant au titre de la « directive Habitats » que de la « directive Oiseaux » :le « Massif de Fontainebleau ». Cet espace constitue le plus ancien exemple français de protection de la nature. Les alignements de buttes gréseuses alternent avec les vallées sèches. Les conditions de sols, d'humidité et d'expositions sont très variées. La forêt de Fontainebleau est réputée pour sa remarquable biodiversité animale et végétale. Ainsi, elle abrite la faune d'arthropodes la plus riche d'Europe (3 300 espèces de coléoptères, 1 200 de lépidoptères) ainsi qu'une soixantaine d'espèces végétales protégées

## Urbanisme

### Typologie
Au 1er janvier 2024, Ury est catégorisée bourg rural, selon la nouvelle grille communale de densité à sept niveaux définie par l'Insee en 2022.
Elle est située hors unité urbaine. Par ailleurs la commune fait partie de l'aire d'attraction de Paris, dont elle est une commune de la couronne,. Cette aire regroupe 1 929 communes,.

### Occupation des sols
L'occupation des sols de la commune, telle qu'elle ressort de la base de données européenne d’occupation biophysique des sols Corine Land Cover (CLC), est marquée par l'importance des territoires agricoles (82 % en 2018), une proportion sensiblement équivalente à celle de 1990 (82,5 %). La répartition détaillée en 2018 est la suivante : 
terres arables (82,46 %), 
forêts (10,88 %),
zones urbanisées (7,15 %).
| Type d’occupation | 1990      | 1990    | 2018      | 2018    | Bilan    |
| --- | --------- | ------- | --------- | ------- | -------- |
| Territoires artificialisés (zones urbanisées, zones industrielles ou commerciales et réseaux de communication, mines, décharges et chantiers, espaces verts artificialisés ou non agricoles) | 55,21 ha  | 6,66 %  | 59,24 ha  | 7,15 %  | 4,03 ha  |
| Territoires agricoles (terres arables, cultures permanentes, prairies, zones agricoles hétérogènes)                                                                                          | 683,63 ha | 82,46 % | 679,60 ha | 81,97 % | −4,03 ha |
| Forêts et milieux semi-naturels (forêts, milieux à végétation arbustive et/ou herbacée, espaces ouverts sans ou avec peu de végétation)                                                      | 90,19 ha  | 10,88 % | 90,19 ha  | 10,88 % | 0,00 ha  |

Parallèlement, L'Institut Paris Région, agence d'urbanisme de la région Île-de-France, a mis en place un inventaire numérique de l'occupation du sol de l'Île-de-France, dénommé le MOS (Mode d'occupation du sol), actualisé régulièrement depuis sa première édition en 1982. Réalisé à partir de photos aériennes, le Mos distingue les espaces naturels, agricoles et forestiers mais aussi les espaces urbains (habitat, infrastructures, équipements, activités économiques, etc.) selon une classification pouvant aller jusqu'à 81 postes, différente de celle de Corine Land Cover,,. L'Institut met également à disposition des outils permettant de visualiser par photo aérienne l'évolution de l'occupation des sols de la commune entre 1949 et 2018.

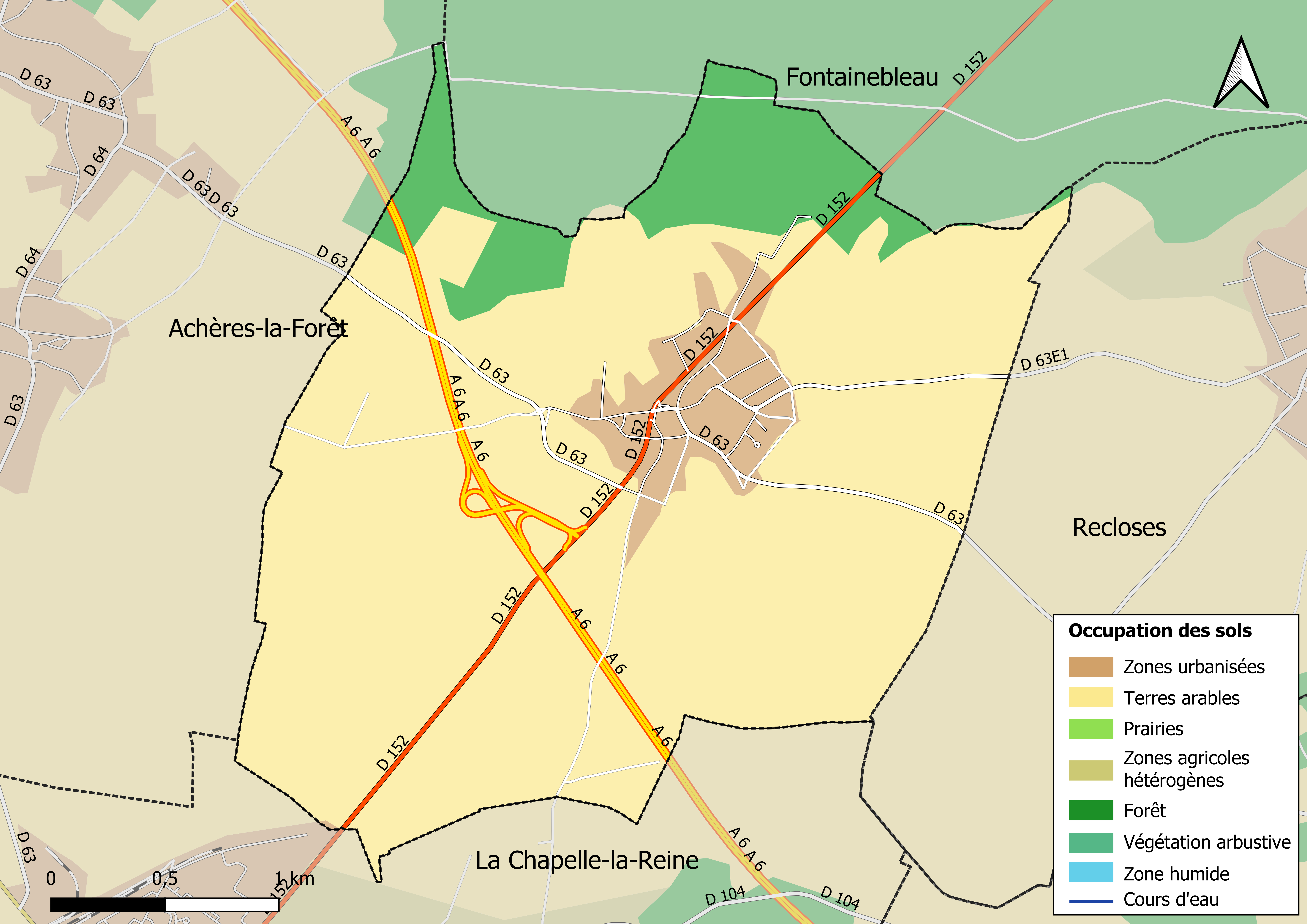
Carte des infrastructures et de l'occupation des sols en 2018 (CLC) de la commune.
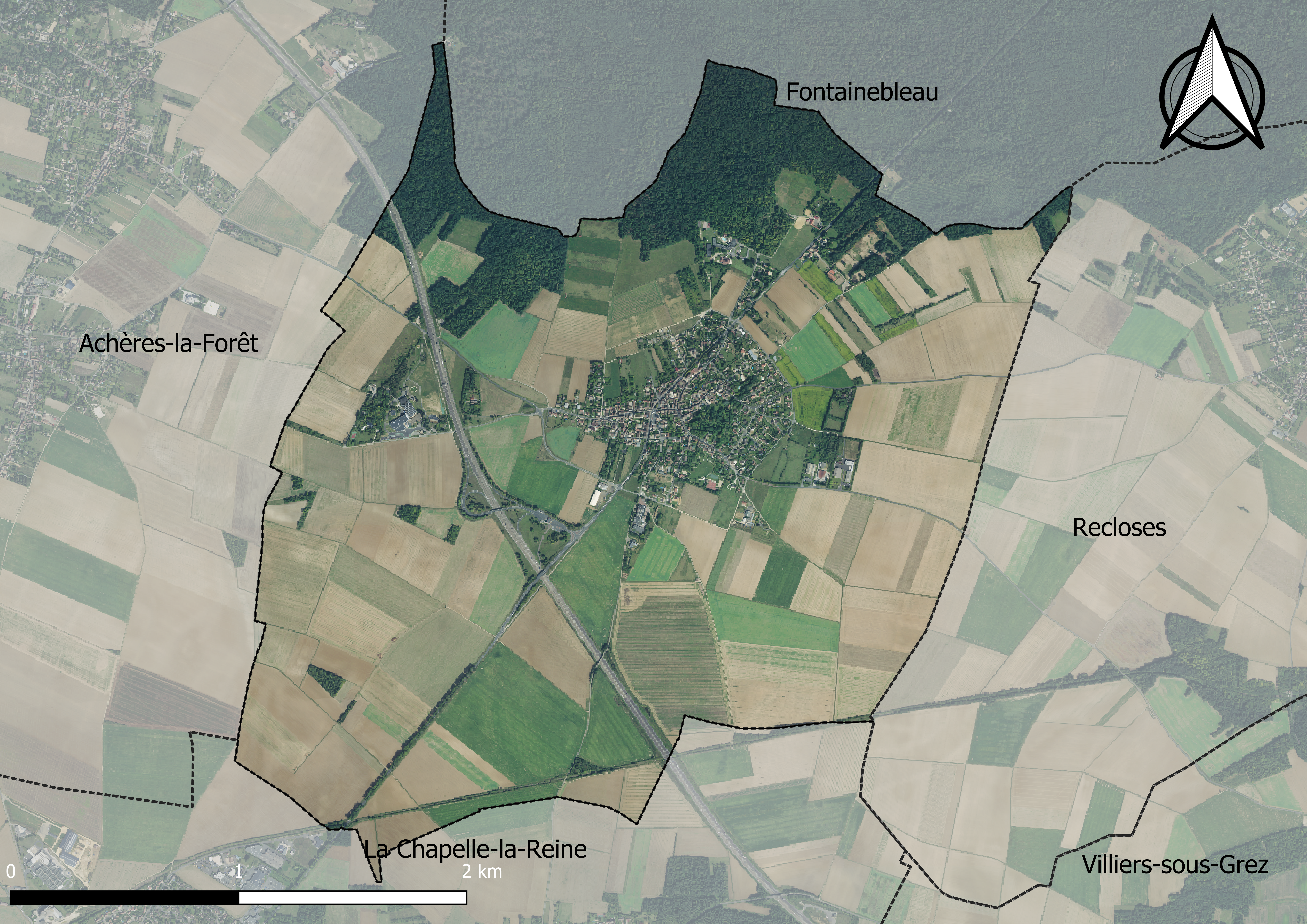
Carte orhophotogrammétrique de la commune.

### Planification
La loi SRU du 13 décembre 2000 a incité les communes à se regrouper au sein d’un établissement public, pour déterminer les partis d’aménagement de l’espace au sein d’un SCoT, un document d’orientation stratégique des politiques publiques à une grande échelle et à un horizon de 20 ans et s'imposant aux documents d'urbanisme locaux, les PLU (Plan local d'urbanisme). La commune est dans le territoire du SCOT Fontainebleau et sa région, approuvé le 26 mai 2013 et porté par le syndicat mixte d’études et de programmation (SMEP) de Fontainebleau et sa région.
La commune disposait en 2019 d'un plan local d'urbanisme approuvé. Le zonage réglementaire et le règlement associé peuvent être consultés sur le Géoportail de l'urbanisme.

### Lieux-dits et écarts

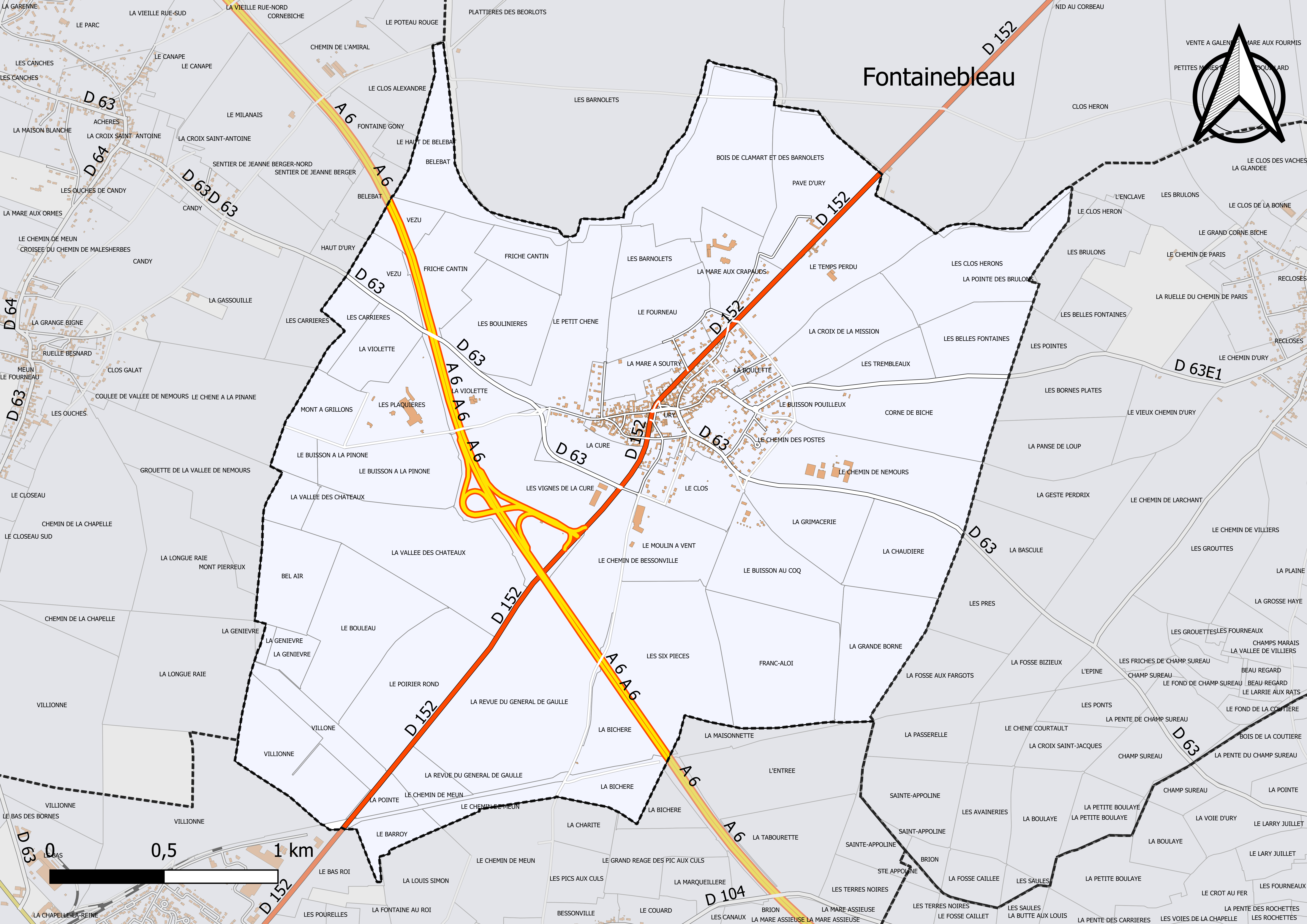
Carte du cadastre de la commune d'Ury.

La commune compte 58 lieux-dits administratifs répertoriés consultables ici (source : le fichier Fantoir) dont Violette, le Temps-Perdu.

### Logement
En 2016, le nombre total de logements dans la commune était de 401 dont 96,7 % de maisons et 2,5 % d'appartements.
Parmi ces logements, 87,4 % étaient des résidences principales, 5,6 % des résidences secondaires et 7,1 % des logements vacants.
La part des ménages fiscaux propriétaires de leur résidence principale s'élevait à 89,3 % contre 8,7 % de locataires et 2 % logés gratuitement.

### Voies de communication et transports

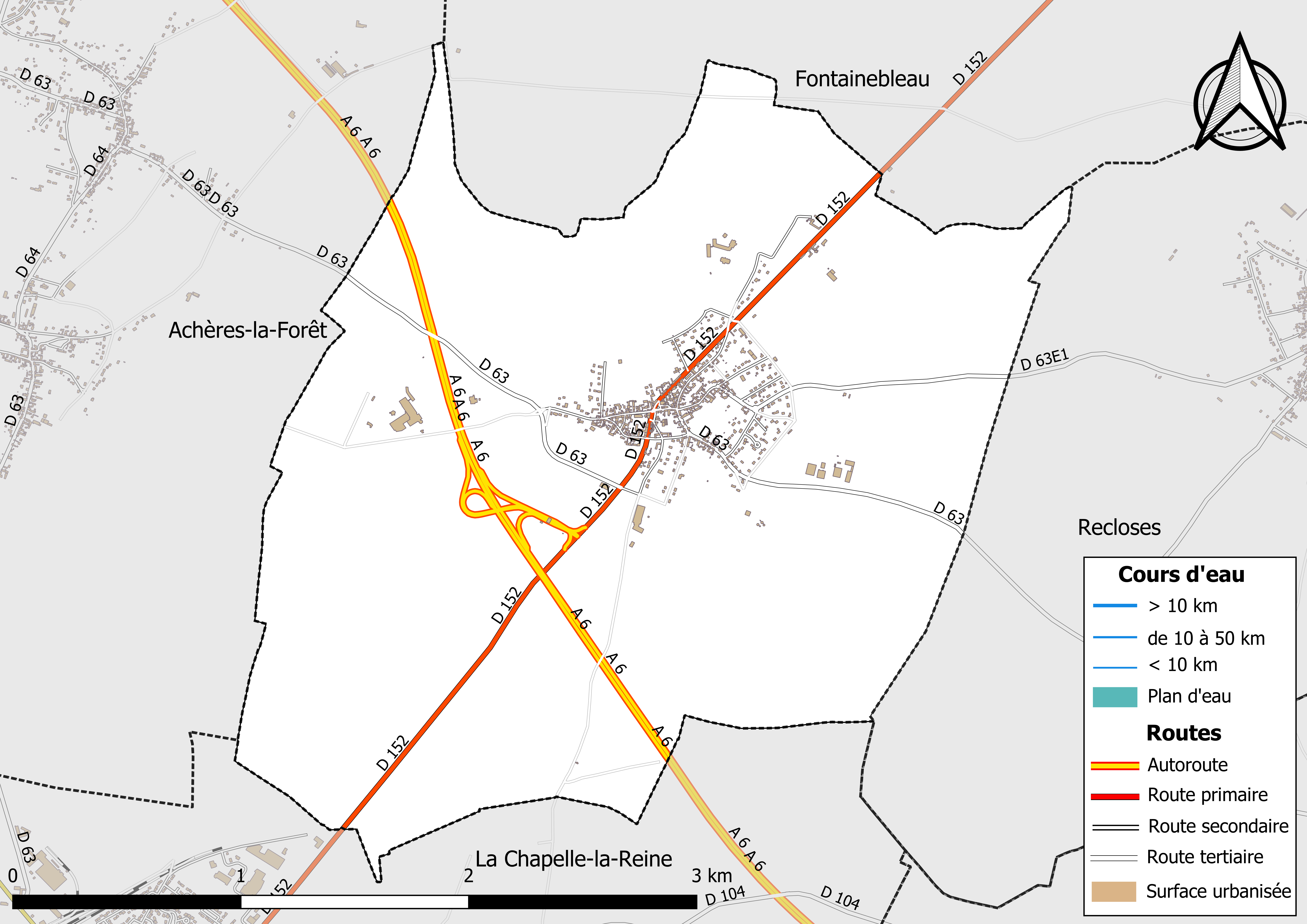
Carte des réseaux hydrographique et routier d'Ury.

#### Voies de communication
Le territoire de la commune est traversé, du nord-ouest au sud-est, par l'autoroute A6. L'échangeur no 14, situé au centre de la commune, est accessible par la route départementale D 152.
Plusieurs routes départementales relient Ury aux communes voisines :
- la D 63, à Achères-la-Forêt, au nord-ouest ; à Recloses au sud-est ;
- la D 63e1, à Recloses , à l'est ;
- la D 152, à Fontainebleau, au nord-est ; à La Chapelle-la-Reine, au sud-ouest.

#### Transports
La commune est desservie par quatre lignes d'autocars du réseau de bus Fontainebleau - Moret :
- la ligne no 4001, reliant Noisy-sur-École à Avon (gare de Fontainebleau - Avon) ;
- la ligne no 4008, reliant La Chapelle-la-Reine à Ury ;
- la ligne no 4013, reliant La Chapelle-la-Reine à Héricy ;
- la ligne no 4014, reliant Le Malesherbois (gare de Malesherbes) à Avon (gare de Fontainebleau - Avon).

## Toponymie
Attestée sous les formes Uriacum vers 1080, apud Uriacum en 1190, de Uriaco en 1215.
Du nom d'homme gaulois Urus ou Urius (forme latinisée), pseudonyme signifiant « aurochs », suivi du suffixe -(i)acum « lieu de, propriété de ».

## Histoire

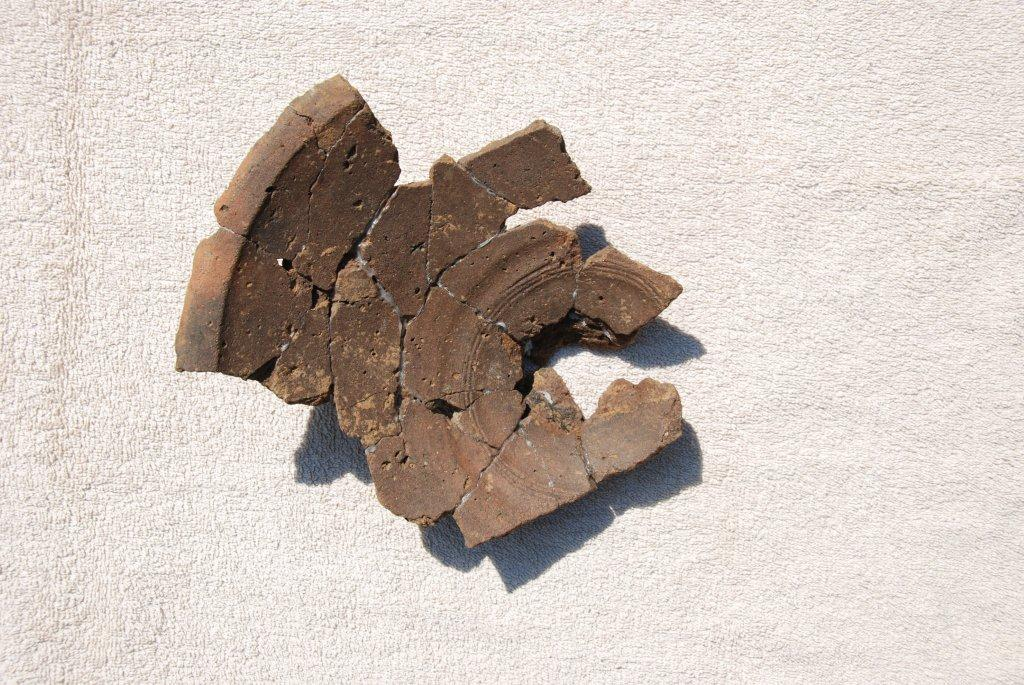
Céramique de l'âge du Bronze.

### Préhistoire
Des travaux de voirie effectués en 2008 ont mis au jour ce qui restait d'un foyer mais on y a surtout trouvé les fragments d'un pot en céramique qui a été daté d'environ 900 avant Jésus-Christ. Il est donc attesté qu'il y avait une présence humaine à Ury à l'âge du bronze.

### Antiquité
En 1991, des travaux ont mis en évidence les restes d'une villa gallo-romaine au lieu-dit le Bas d'Ury. La partie souterraine, assez bien conservée, a permis de trouver des caves mais aussi des fours et des objets en bronze et en fer. Il y avait aussi quelques pièces de monnaie.

### Moyen Âge
Saint Martin, apôtre des Gaules serait passé dans notre région, peut être à Ury mais aussi à Boissy-aux-Cailles. Cela explique que saint Martin soit le patron de cinq des dix-huit églises du canton. Les vitraux de l'église recréés par Didier Gallet en 1980, illustrent la vie de saint Martin.
Le XIe siècle vit le début de grands changements dans le Gâtinais qui devint propriété du roi de France Philippe Ier. Celui-ci accorda une Charte spéciale à La Chapelle-la-Reine. En 1113, le roi fonde l'abbaye de Saint-Victor et lui donne de nombreuses terres dont la seigneurie d'Ury. Pendant 680 ans, jusqu'à la Révolution, les abbés de Saint-Victor percevront la dîme, exploiteront la ferme et exerceront la justice.
Comme dans beaucoup d'autres communes du canton, la guerre de Cent Ans a fait de gros dégâts dans Ury. Des bandes d'Anglais et d'Armagnacs parcouraient la province, tuaient et détruisaient tout. D'après les quelques renseignements relevés par des historiens, les villages étaient déserts, les champs n'étaient plus cultivés. Il fallut attendre le milieu du XVe siècle pour voir revenir quelques habitants. Certains, qui s'étaient réfugiés dans les villes, revinrent occuper leurs biens abandonnés, mais ce sont surtout des paysans venant des provinces de l'ouest et du sud qui s'installèrent. Il y eut donc dans toute la région un renouvellement presque complet de la population.
Après la guerre, eut lieu une importante réforme administrative : le bornage. En effet, pour Ury comme pour d'autres communes, la limite de la forêt de Fontainebleau était très floue. C'est à la demande de l'abbé de Saint-Victor qu'eurent lieu des réunions et la mise en place des limites. Les bêtes sauvages de la forêt, ne connaissant pas les limites, faisaient régulièrement de gros dégâts dans les cultures. Il fallut donc construire, mais beaucoup plus tard, des treillages empêchant l'intrusion des animaux.
Les guerres de religion n'ont pas non plus épargné la région comme l'attestent les cahiers de doléances des états généraux de 1588. Ceux d'Ury ont été retrouvés, les habitants se plaignent du coût de la guerre, des taxes et emprunts prélevés par les armées, du départ vers les villes des riches bourgeois, des laboureurs et des marchands qui, plus en sécurité, payent leurs impôts dans les villes.

### Ancien Régime

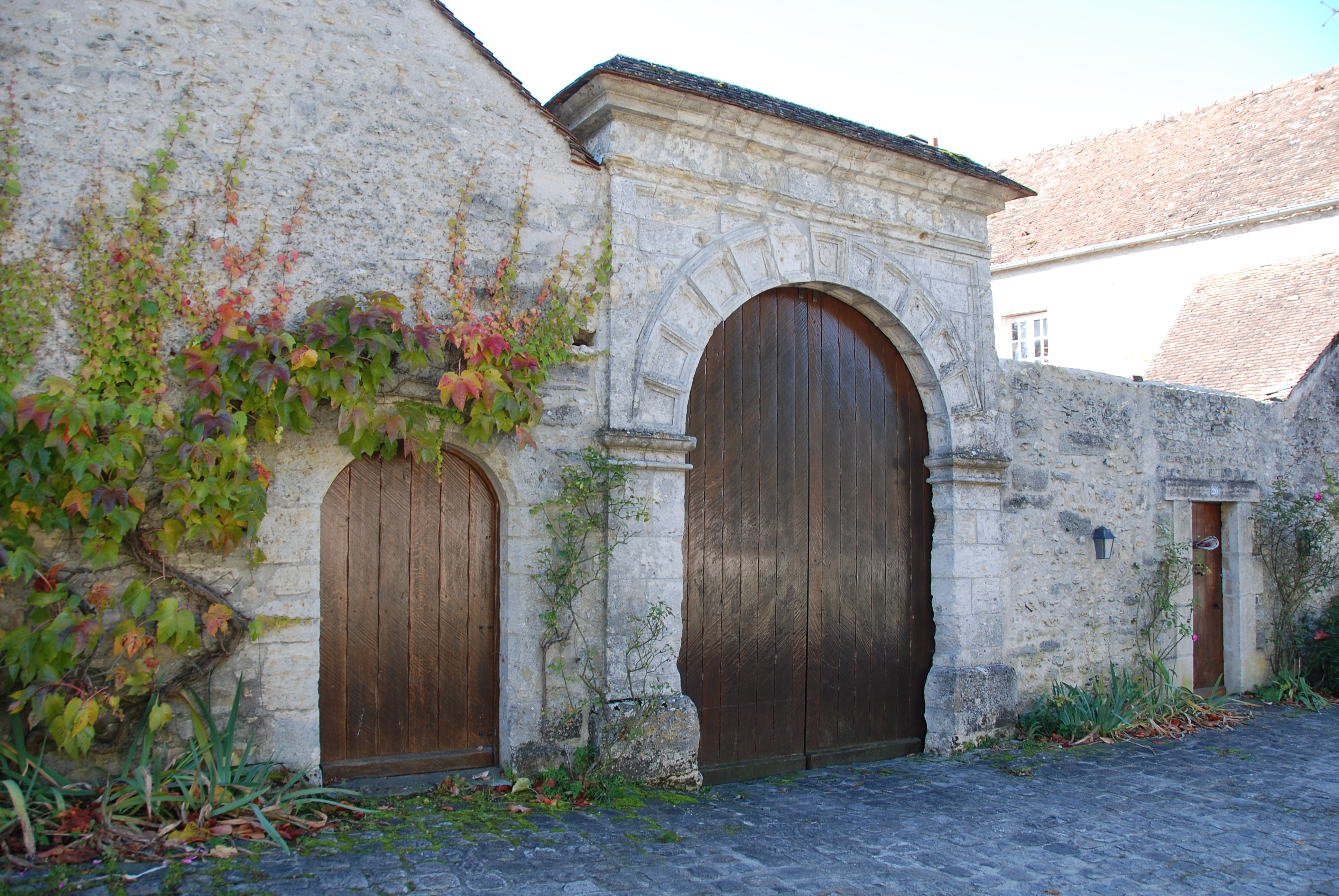
Le Porche de la Grande Maison.

L'avènement d'Henri IV ramène la paix et en particulier à Ury. En effet, le bon Roy Henri aime séjourner à Fontainebleau et fait faire de nombreux travaux dans le château, au point qu'il ne peut plus y habiter avec sa maitresse Gabrielle d'Estrées. Des amis à lui les Guignebault d'Ury mettent à la disposition de Gabrielle une propriété que l'on appelle la Grande Maison. Lorsque le roi vient chasser il habite donc dans cette maison qui existe toujours, elle a subi quelques modifications mais le portail est celui de l'époque.
La vie pendant l'Ancien Régime, s'écoule tranquillement au fil des saisons. L'activité est essentiellement agricole. Au centre du village, près de l'église, se trouve la ferme seigneuriale. Elle était dirigée par des fermiers nommés par l'abbaye de Saint-Victor. Un bail était signé et renouvelé quelquefois sur des longues périodes lorsque la lignée du fermier assurait la charge. Le fermier, homme important dans le village, était également le receveur.
Le village évolue lentement, la police et la justice s'y implantent. Un gibet est dressé au lieu-dit la Justice. Des Gardes Messiers sont mis en place avec pour mission de surveiller les récoltes. Ceux-ci étaient très sévères et verbalisaient facilement pour des fautes qui nous semblent aujourd'hui légères. Le 12 mai 1779, trois personnes sont convoquées au tribunal qui les accuse de « rôder » dans les champs. Ils écopent d'une amende de 10 livres. Être à l'affut près des réserves du roi coûtera 100 Livres. En 1623, la première école est construite. Les maîtres d'école, ou Magister, se succèdent assez régulièrement, ce sont des auxiliaires du curé.

### Révolution française et Empire
La Révolution apporte de profonds changements à Ury comme aux autres communes de France. La population est alors de 83 foyers soit environ 360 habitants. Les évènements commencent avec l'élection des députés aux États Généraux. Le jeudi 26 février 1789, François Louis Hutteau et Étienne Mechin, sont élus, ni l'un ni l'autre n'étant résidents d'Ury. Le premier maire, Fulcran Pujol, est élu en 1790. Entre 1791 et 1796 eurent lieu la vente des biens nationaux. La première vente fut la grande ferme d'Ury, c'est un bourgeois de Fontainebleau qui remporta les enchères. Puis vinrent les ventes du presbytère et de l'école.
Pendant les guerres révolutionnaires et impériales, plusieurs hommes furent incorporés, trois y trouvèrent la mort. À la fin de la dernière guerre napoléonienne, des Cosaques et des Saxons de l'armée russe occupèrent le village et y firent de nombreux dégâts, ce fut ensuite deux cents soldats de l'armée française qui s'installèrent pendant sept jours.

### Époque contemporaine
La guerre de 1914 fut extrêmement meurtrière, Ury n'y échappa pas puisque 39 hommes furent tués en combattant. Un monument aux morts sera érigé en 1920 sur la place du Jeu-de-Paume, près de l'école. Deux noms furent ajoutés après la Seconde Guerre mondiale.

#### Les cartes

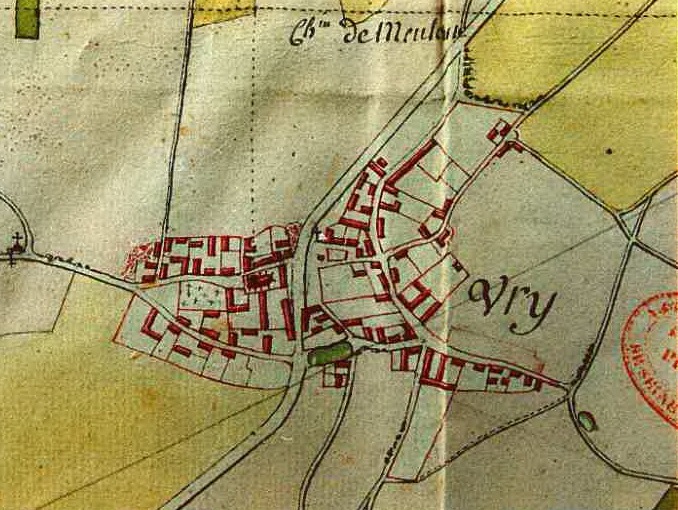
Plan d'Ury au XVIIIe siècle.

Comme pour de nombreuses communes environnantes, nous ne connaissons pas de cartes établies avant le XVIIIe siècle. En revanche, en ce siècle, il y eut de nombreuses éditions. Les plans seigneuriaux, tout d'abord. Ils avaient pour objet de bien délimiter les propriétés et donc de faire payer des impôts aux occupants.
Le premier, en 1705, est extrait du plan royal de Filz qui est un plan de la forêt de Bierre (la forêt de Fontainebleau). Cette forêt ayant souvent été cartographiée, le village d'Ury apparaît souvent à la limite sud de la forêt, mais avec peu de détails, c'est le cas du plan de 1716 et du plan Goilbert de 1731. Le plan terrier de 1760 est de très belle qualité et très détaillé. En effet, on peut y reconnaître toutes les parcelles de terrain.
Peu de temps avant la Révolution furent établis les plans d'Intendance de très belle qualité mais peu précis. Celui d'Ury fut établi par l'arpenteur Nicolas Lejeune. Le premier plan vraiment précis est le cadastre napoléonien établi en 1828, c'est l'ancêtre de notre cadastre actuel. Ce dernier peut être consulté gratuitement sur Internet.

#### L'école
La première école d'Ury fut installée en 1626, dans une maison donnée par testament à l'église par Jehan Gobin. L'enseignement qui était distribué de façon épisodique dans des endroits divers sans mobilier spécialisé, avait enfin un bâtiment qui fut meublé et chauffé. C'est le registre paroissial qui recense les différents « Maistres d'escolle ». Ces magisters dirigés par le curé, occupèrent la fonction jusqu'à la Révolution où l'école fut vendue comme bien national. C'est le fils d'un ancien instituteur qui l'acheta.
En matière d'éducation, la Révolution n'eut pas les moyens de mettre en œuvre ses idées généreuses, l'Empire non plus. C'est seulement à partir de la Restauration que l'éducation des enfants se met réellement en place, la loi Guizot obligeant les communes à l'ouverture d'une école et à l'entretien des maîtres. À Ury, bien que l'école continua dans des conditions un peu chaotique, la loi mit un certain temps à être appliquée. Il fallut attendre le 18 mars 1853, pour que soit signé l'acte de naissance de la mairie-école.
L'école actuelle comporte une école maternelle et une école primaire et accueille environ 70 enfants.

## Politique et administration
La commune fait partie du canton de La Chapelle-la-Reine et de la communauté d'agglomération du Pays de Fontainebleau.

### Liste des maires
| Période                                  | Période  | Identité               | Étiquette | Qualité                              |
| ---------------------------------------- | -------- | ---------------------- | --------- | ------------------------------------ |
| Les données manquantes sont à compléter. |          |                        |           |                                      |
| avant 1819                               |          | Pierre Mary            |           |                                      |
| avant 1843                               |          | M. Ruelle              |           | Fermier, conseiller d'arrondissement |
| 1929                                     |          | Anatole Delouche       |           |                                      |
| Mai 1935                                 |          | Alcime Beaugé          |           | Cultivateur                          |
| Février 1941                             |          | Gilbert Carouget       |           | Cultivateur                          |
| Mars 1947                                |          | Pierre Lamoureux       |           | Plombier                             |
| Avril 1953                               |          | Pierre Lamoureux       |           | Plombier                             |
| Mars 1959                                |          | Albert Malassiné       |           | Charron, menuisier                   |
| Mars 1965                                |          | Germain Girard         |           | Garde forestier                      |
| mars 1971                                |          | René Boisseau          |           | Commerçant                           |
| mars 1977                                |          | Yvonne Garnier         |           | Enseignante                          |
| mars 1983                                |          | Yvonne Garnier         |           | Enseignante                          |
| 18 mars 1989                             |          | Yvonne Garnier         |           | Enseignante                          |
| 23 juin 1995                             |          | Alain Lesage           |           | Ingénieur                            |
| 24 mars 2001                             |          | Alain Lesage           |           | Ingénieur                            |
| 14 mars 2008                             |          | Régis Deneuville       |           | Artisan                              |
| 23 mars 2014                             | mai 2020 | Daniel Catalan         |           | Directeur Général d'OP-HLM           |
| 23 mai 2020                              | En cours | Jean-Philippe Pommeret |           | Cadre Dirigeant                      |

Les données antérieures sont consignées dans le livre de Yvonne Garnier, page 133.
Le premier maire d'Ury a été Fulcran Pujol en 1790, avocat à Paris, il avait acheté beaucoup de terres à Ury.
 
En 1852, le maire d'Ury se nomme Pierre Marie Nicolas Achille Thimoléon Falcou. Personnage haut en couleur, il fut aussi maire de La Chapelle-la-Reine et conseiller général. Après des démêlés judiciaires à propos de ses affaires parisiennes, il s'exila et mourut en Angleterre.».

## Équipements et services

### Eau et assainissement
L’organisation de la distribution de l’eau potable, de la collecte et du traitement des eaux usées et pluviales relève des communes. La loi NOTRe de 2015 a accru le rôle des EPCI à fiscalité propre en leur transférant cette compétence. Ce transfert devait en principe être effectif au 1er janvier 2020, mais la loi Ferrand-Fesneau du 3 août 2018 a introduit la possibilité d’un report de ce transfert au 1er janvier 2026,.

#### Assainissement des eaux usées
En 2020, la gestion du service d'assainissement collectif de la commune d'Ury est assurée par la communauté d'agglomération du Pays de Fontainebleau (CAPF) pour la collecte, le transport et la dépollution. Ce service est géré en délégation par une entreprise privée, dont le contrat arrive à échéance le 31 décembre 2029,,.
L’assainissement non collectif (ANC) désigne les installations individuelles de traitement des eaux domestiques qui ne sont pas desservies par un réseau public de collecte des eaux usées et qui doivent en conséquence traiter elles-mêmes leurs eaux usées avant de les rejeter dans le milieu naturel. Le Parc naturel régional du Gâtinais français assure pour le compte de la commune le service public d'assainissement non collectif (SPANC), qui a pour mission de vérifier la bonne exécution des travaux de réalisation et de réhabilitation, ainsi que le bon fonctionnement et l’entretien des installations,.

#### Eau potable
En 2020, l'alimentation en eau potable est assurée par la communauté d'agglomération du Pays de Fontainebleau (CAPF) qui en a délégué la gestion à l'entreprise Veolia, dont le contrat expire le 31 décembre 2029,.
Les nappes de Beauce et du Champigny sont classées en zone de répartition des eaux (ZRE), signifiant un déséquilibre entre les besoins en eau et la ressource disponible. Le changement climatique est susceptible d’aggraver ce déséquilibre. Ainsi afin de renforcer la garantie d’une distribution d’une eau de qualité en permanence sur le territoire du département, le troisième Plan départemental de l’eau signé, le 3 octobre 2017, contient un plan d’actions afin d’assurer avec priorisation la sécurisation de l’alimentation en eau potable des Seine-et-Marnais. A cette fin a été préparé et publié en décembre 2020 un schéma départemental d’alimentation en eau potable de secours dans lequel huit secteurs prioritaires sont définis. La commune fait partie du secteur Bière.

## Population et société

### Démographie
L'évolution du nombre d'habitants est connue à travers les recensements de la population effectués dans la commune depuis 1793. Pour les communes de moins de 10 000 habitants, une enquête de recensement portant sur toute la population est réalisée tous les cinq ans, les populations de référence des années intermédiaires étant quant à elles estimées par interpolation ou extrapolation. Pour la commune, le premier recensement exhaustif entrant dans le cadre du nouveau dispositif a été réalisé en 2004.

En 2022, la commune comptait 883 habitants, en évolution de +4,5 % par rapport à 2016 (Seine-et-Marne : +3,92 %, France hors Mayotte : +2,11 %).
| 1793 | 1800 | 1806 | 1821 | 1831 | 1836 | 1841 | 1846 | 1851 |
| ---- | ---- | ---- | ---- | ---- | ---- | ---- | ---- | ---- |
| 392  | 477  | 518  | 491  | 520  | 535  | 578  | 573  | 572  |

| 1856 | 1861 | 1866 | 1872 | 1876 | 1881 | 1886 | 1891 | 1896 |
| ---- | ---- | ---- | ---- | ---- | ---- | ---- | ---- | ---- |
| 588  | 553  | 585  | 586  | 586  | 611  | 590  | 556  | 546  |

| 1901 | 1906 | 1911 | 1921 | 1926 | 1931 | 1936 | 1946 | 1954 |
| ---- | ---- | ---- | ---- | ---- | ---- | ---- | ---- | ---- |
| 511  | 509  | 459  | 422  | 398  | 455  | 444  | 497  | 529  |

| 1962 | 1968 | 1975 | 1982 | 1990 | 1999 | 2004 | 2006 | 2009 |
| ---- | ---- | ---- | ---- | ---- | ---- | ---- | ---- | ---- |
| 526  | 483  | 587  | 708  | 706  | 757  | 796  | 836  | 811  |

| 2014 | 2019 | 2022 | - | - | - | - | - | - |
| ---- | ---- | ---- | - | - | - | - | - | - |
| 833  | 850  | 883  | - | - | - | - | - | - |

### Manifestations culturelles et festivités
- La fête du Sport.
- Concert à l'église Saint-Martin organisé par l'association Musique à Portée, chaque année en juin, avec le soutien de la municipalité.

### Sports
Certaines salles sont réservées aux activités sportives.
Ury dispose d'un parc qui permet aussi quelques activités sportives.

## Économie

### Revenus de la population et fiscalité
En 2018, le nombre de ménages fiscaux de la commune était de 339, représentant 831 personnes et la  médiane du revenu disponible par unité de consommation  de 25 970 euros.

### Emploi
En 2017 , le nombre total d’emplois dans la zone était de 339, occupant 384 actifs  résidants.
Le taux d'activité de la population (actifs ayant un emploi) âgée de 15 à 64 ans s'élevait à 73,9 % contre un taux de chômage de 6,2 %. 
Les 19,9 % d’inactifs se répartissent de la façon suivante : 9,6 % d’étudiants et stagiaires non rémunérés, 6,4 % de retraités ou préretraités et 3,9 % pour les autres inactifs.

### Secteurs d'activité

#### Entreprises et commerces
En 2018, le nombre d'établissements actifs était de 109 dont 11 dans l’industrie manufacturière, industries extractives et autres, 6 dans la construction, 34 dans le commerce de gros et de détail, transports, hébergement et restauration, 5 dans l’Information et communication,  23 dans les activités spécialisées, scientifiques et techniques et activités de services administratifs et de soutien, 16 dans l’administration publique, enseignement, santé humaine et action sociale et 14  étaient relatifs aux autres activités de services.
En 2019, 11 entreprises ont été créées sur le territoire de la commune, dont 9 individuelles.
Au 1er janvier 2020, la commune disposait de 126 chambres d’hôtels dans un établissement et ne possédait aucun terrain de  camping. Elle proposait par ailleurs un gîte rural 3 épis Gites deE France  la Martinière d'Ury (entreprise RC. Melun) et plusieurs chambres d'hôtes.

#### Agriculture
Ury est dans la petite région agricole dénommée le « Pays de Bière et Forêt de Fontainebleau », couvrant le Pays de Bière et la forêt de Fontainebleau. En 2010, l'orientation technico-économique de l'agriculture sur la commune est la culture de céréales et d'oléoprotéagineux (COP).
Si la productivité agricole de la Seine-et-Marne se situe dans le peloton de tête des départements français, le département enregistre un double phénomène de disparition des terres cultivables (près de 2 000 ha par an dans les années 1980, moins dans les années 2000) et de réduction d'environ 30 % du nombre d'agriculteurs dans les années 2010. Cette tendance se retrouve au niveau de la commune où le nombre d’exploitations est passé de 13 en 1988 à 5 en 2010. Parallèlement, la taille de ces exploitations augmente, passant de 45 ha en 1988 à 144 ha en 2010.
Le tableau ci-dessous présente les principales caractéristiques des exploitations agricoles d'Ury, observées sur une période de 22 ans : 
|                                      | 1988 | 2000 | 2010 |
| ------------------------------------ | ---- | ---- | ---- |
| Dimension économique,                |      |      |      |
| Nombre d’exploitations (u)           | 13   | 9    | 5    |
| Travail (UTA)                        | 17   | 14   | 8    |
| Surface agricole utilisée (ha)       | 590  | 684  | 719  |
| Cultures                             |      |      |      |
| Terres labourables (ha)              | 574  | 659  | 716  |
| Céréales (ha)                        | 466  | s    | s    |
| dont blé tendre (ha)                 | 176  | 283  | 325  |
| dont maïs-grain et maïs-semence (ha) | 70   |      |      |
| Tournesol (ha)                       | 41   | s    |      |
| Colza et navette (ha)                | s    | s    | 114  |
| Élevage                              |      |      |      |
| Cheptel (UGBTA)                      | 30   | 94   | 4    |

## Culture locale et patrimoine

### Lieux et monuments

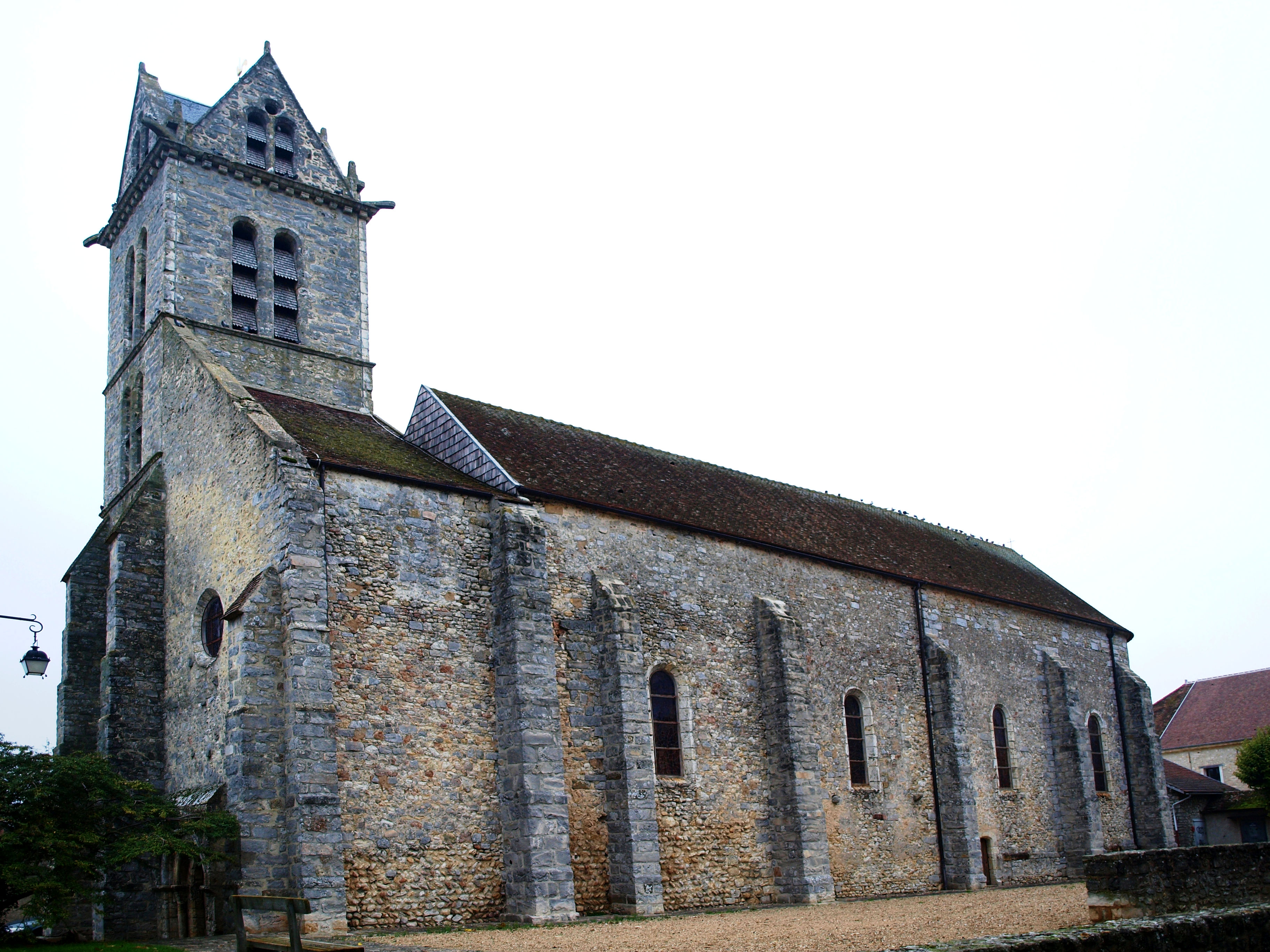
L'église Saint-Martin.

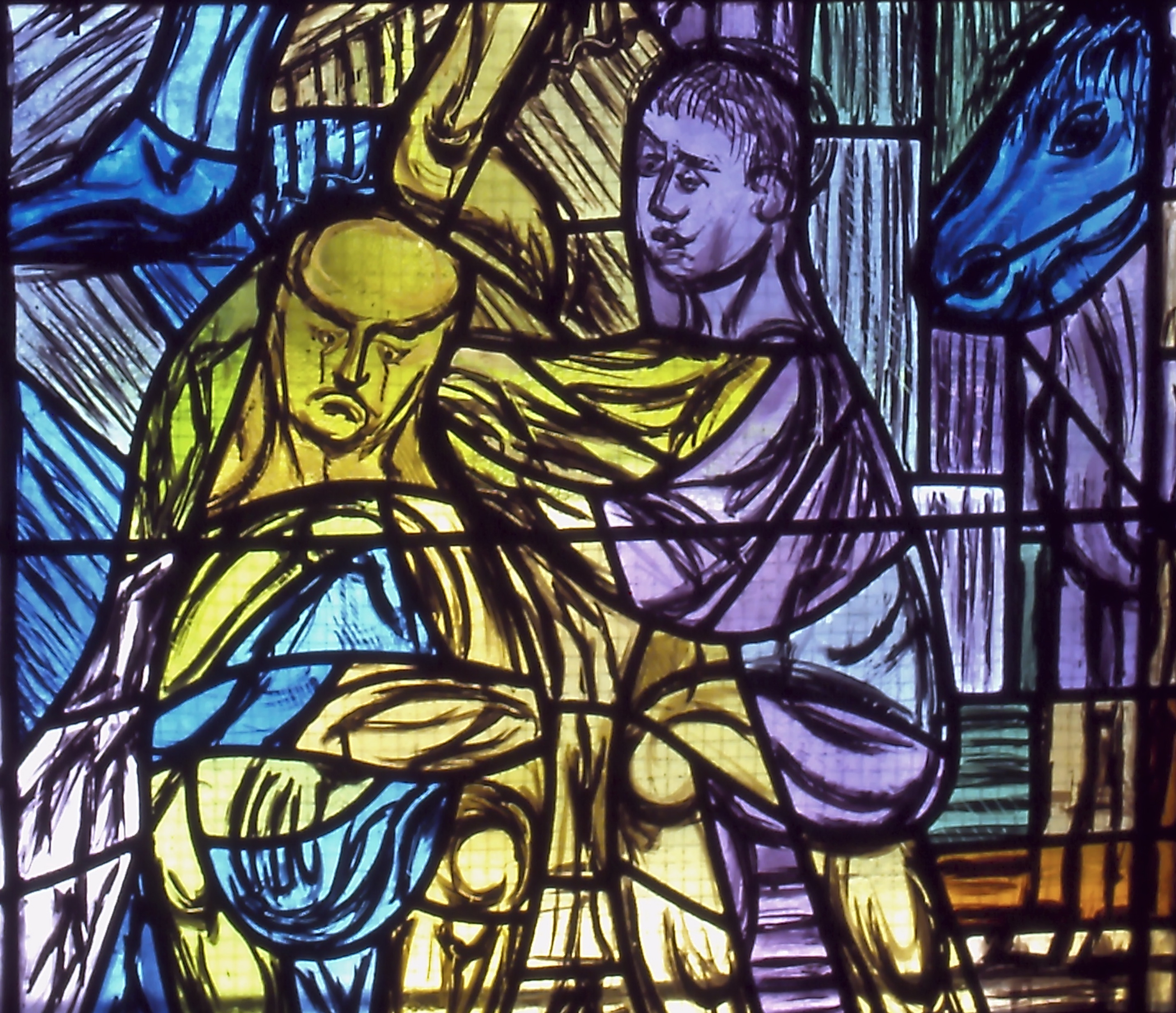
Saint Martin partageant son manteau (vitrail).

- Église Saint-Martin (XVIe et XVIIe siècles), fait l’objet d'une inscription auprès des monuments historiques depuis 1926[61].

L'église Saint-Martin était au XIIe siècle une petite église romane. Il reste un mur dont la disposition des pierres est en arête de poisson, une façon de faire typique de cette époque. L'église n'était pas voutée et les murs étaient moins hauts qu'aujourd'hui.
Le plan de l'église actuelle est celui du XVIe siècle. C'est en fait une nouvelle église que l'abbaye de Saint-Victor édifie au village. On construit un nouveau chœur terminé par une abside semi-circulaire et surtout d’impressionnants piliers supportent une nouvelle voute, des ouvertures sont aménagées. Il a fallu vingt ans de travaux à partir des années 1970 pour restaurer l'église qui une fois de plus était en piteux état. De nombreux travaux de consolidation et d'assainissement furent nécessaires. De plus, quatre cloches nouvelles ont été mises en place et l'on a changé le coq du clocher.
Vu de l'intérieur, ce sont surtout les vitraux qui attirent l'attention. Ils sont l'œuvre de Didier Gallet qui les a créés en 1980. Ils racontent l'histoire de saint Martin.
- Portail (début XVIIe siècle) - 20 rue de Nemours
- Pigeonniers (XVIIe et XVIIIe siècles) - rue de Nemours (Introuvable à ce jour)
- Maison bourgeoise Le Bois Joli (début XVIIIe siècle) - 13 rue de Nemours

### Personnalités liées à la commune

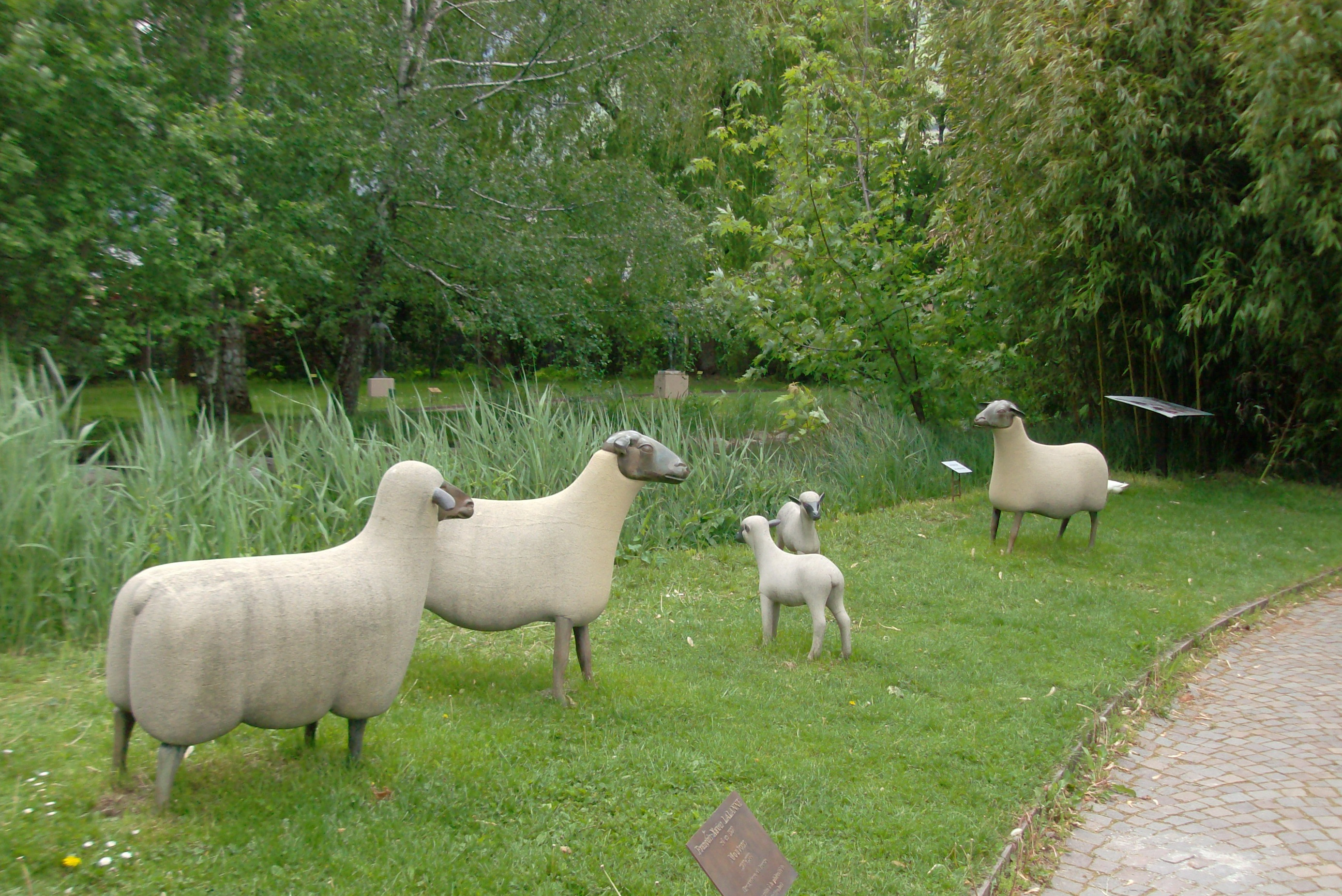
Moutons de F.X. Lalanne, fondation Giannada Martigny.

- François-Xavier Lalanne (1927-2008) et sa femme Claude Lalanne (1925-2019), sculpteurs et graveurs français ont vécu et travaillé à Ury.

Le couple a notamment participé à la conception du jardin des Halles à Paris en 1988 et à la création de sculptures monumentales pour la ville de Santa Monica en 1989 (6 au total dont 4 fontaines). Une exposition importante a eu lieu dans les jardins de Bagatelle à Paris en 1998.
L'œuvre la plus connue est la famille de moutons. Ils ont été exposés dans de nombreux endroits comme devant le château de Chambord, mais aussi à New York. Deux moutons étaient exposés en extérieur à la fondation Pierre Gianadda (Martigny, Suisse), ils ont eu la surprise de voir arriver le complément de la famille avec deux petits agneaux peu de temps avant le décès de l'artiste. C'est François Xavier Lalanne qui a créé le blason du village d'Ury.